# Provinz Wallonisch-Brabant
Wallonisch-Brabant (französisch Brabant wallon, niederländisch Waals-Brabantⓘ, wallonisch Braibant walon) ist eine Provinz in der Region Wallonien in Belgien. Die Hauptstadt ist Wavre. Wallonisch-Brabant wurde 1995 im Zuge der Föderalisierung Belgiens aus dem französischsprachigen Südteil der Provinz Brabant gebildet.

## Geographie
Flächenmäßig ist Wallonisch-Brabant die kleinste, bevölkerungsmäßig die zweitkleinste Provinz Belgiens. Lediglich die Provinz Luxemburg hat weniger Einwohner. Weite Teile von Wallonisch-Brabant sind durch starke Zersiedelung gekennzeichnet, was dazu führt, dass die ursprünglich eigenständigen kleineren Agglomerationen La Hulpe, Wavre und Ottignies mittlerweile beinahe zusammengewachsen sind. Auch die Region um Waterloo und Braine-l’Alleud ist zersiedelt und mittlerweile mit dem Ballungsraum Brüssel zusammengewachsen.

## Geschichte
Die bereits 1815 als Südbrabant gebildete Provinz Brabant war die einzige Provinz Belgiens, die sich über zwei Sprachgebiete und später auch über drei Regionen erstreckte. Der Name der Provinz verwies auf das historische Herzogtum Brabant.
Brabant wurde im Zuge der mit dem flämisch-wallonischen Konflikt verbundenen Föderalisierung Belgiens im Jahre 1995 entlang der Grenze zwischen dem niederländischen Sprachgebiet im Norden sowie dem französischen Sprachgebiet im Süden in die Provinzen Flämisch-Brabant (Teil der Flämischen Region) und Wallonisch-Brabant (Teil der Wallonischen Region) geteilt.

## Bezirk
Die Provinz besteht aus nur einem Bezirk (frz. arrondissement): Der Bezirk Nivelles ist somit deckungsgleich mit dem Gebiet der Provinz.

## Gemeinden
Die Provinz gliedert sich in 27 Gemeinden.
1. Beauvechain (7.222)
2. Braine-l’Alleud (39.837)
3. Braine-le-Château (10.447)
4. Chastre (7.592)
5. Chaumont-Gistoux (11.731)
6. Court-Saint-Etienne (10.500)
7. Genappe (15.353)
8. Grez-Doiceau (13.368)
9. Hélécine (3.479)
10. Incourt (5.388)
11. Ittre (6.865)
12. Jodoigne (14.079)
13. La Hulpe (7.320)
14. Lasne (14.236)
15. Mont-Saint-Guibert (7.562)
16. Nivelles (28.521)
17. Orp-Jauche (8.856)
18. Ottignies-Louvain-la-Neuve (31.385)
19. Perwez (9.291)
20. Ramillies (6.394)
21. Rebecq (11.006)
22. Rixensart (22.401)
23. Tubize (25.914)
24. Villers-la-Ville (10.713)
25. Walhain (7.167)
26. Waterloo (30.174)
27. Wavre (34.305)

## Politik

### Provinzrat
- PTB: 2
- PS: 4
- Ecolo: 4
- DéFI: 1
- LE: 10
- MR: 16
- FN: 0

Nach der Wahl kam es zu einer Koalition aus MR und LE.
- MR: 16
- LE: 10
- PS: 4
- Ecolo: 4
- PTB: 2
- DéFI: 1
- FN: 0

- PTB: 2
- PS: 42
- Ecolo: 39
- Vivant: 1
- DéFI: 6
- LE: 35
- MR: 96
- FN: 2

## Wirtschaft
Im Vergleich mit dem Bruttoinlandsprodukt der Europäischen Union ausgedrückt in Kaufkraftstandards erreicht die Provinz im Jahr 2015 einen Index von 129 (EU-25: 100), deutlich höher als der belgische Durchschnitt von 119. Wallonisch-Brabant ist damit die wohlhabendste Provinz der Region Wallonien.
Im Jahr 2017 betrug die Arbeitslosenquote 7,5 % und lag damit leicht über dem belgischen Durchschnitt.